# Монферран, Огюст
Анри́ Луи́ Огю́ст Рика́р де Монферра́н (фр. Henri Louis Auguste Ricard de Montferrand, в России также Август Августович Монферран и Август (Августин) Антонович Монферран; 23 января 1786, Шайо, предместье Парижа, Королевство Франция — 28 июня [10 июля] 1858, Санкт-Петербург, Российская империя) — французский и российский архитектор, крупнейший петербургский зодчий позднего классицизма, один из основоположников архитектурной эклектики. Создатель Исаакиевского собора и Александровской колонны в Санкт-Петербурге. Осуществил подъём и установку Царь-колокола на пьедестал (по проекту архитектора Ивана Мироновского).
Почётный вольный общник Императорской Академии художеств в Санкт-Петербурге (с 1831), почетный член Академии Святого Луки в Риме, Академии изящных искусств во Флоренции и Института британских архитекторов в Лондоне.

## Биография
Настоящая фамилия архитектора — Рикар (фр. Ricard). Он родился в 1786 году в Шайо (департамент Сены, во Франции). По словам самого зодчего, приставку де Монферран изначально добавила к фамилии его мать Мария Фистиони, чтобы сделать её более похожей на дворянскую. В городке Клермон-Ферран жили несколько поколений семьи Рикар. Бенуа Рикар, родной отец Августа, рано умер, и мальчика воспитывал отчим — художник и гравёр Антуан де Коммарьё. По мнению биографов Монферрана, именно отчим обучил его рисованию.
1 октября 1806 года Монферрана приняли в парижскую Королевскую школу архитектуры, однако он практически сразу был призван на военную службу и зачислен в 9-й конногвардейский полк наполеоновской гвардии. В бою 1806-го он получил два ранения (в бедро и голову), в 1807-м оставил армию в звании сержанта и вернулся в Париж продолжать обучение. Параллельно с занятиями Монферран служил в генеральной инспекции архитектуры Парижа под руководством Жака Молино. После окончания школы, в 1813 году он вновь отправился на военную службу. Отличившись в сражении при Арно, был награждён орденом Почётного легиона и получил чин старшего квартирмейстера. Вышел в отставку вскоре после Лейпцигской битвы. Вернувшись в Париж, Монферран возобновил работу у Молино, участвовал в строительстве церкви Марии Магдалины. Большое влияние на зодчего оказали современники-архитекторы Шарль Персье и Пьер Фонтена.
В послевоенной Франции резко сократились объёмы строительства и Монферран не мог рассчитывать на интересные заказы. Воспользовавшись приездом в Париж российского императора Александра I, в апреле 1814 года Монферран преподнёс монарху свой «Альбом разных архитектурных проектов, посвящённых Его Величеству Императору Всероссийскому Александру I». Среди рисунков в этом альбоме были проекты загородного императорского дворца, публичной библиотеки, Триумфальной арки «Храброму Российскому воинству» и «Колонны в честь всеобщего мира» (в ней прослеживаются мотивы будущей Александровской колонны), конной статуи в честь императора. Рисунки альбома были аннотированы кратким перечнем необходимых строительных материалов и там же указывалась стоимость затрат. Александру I были поднесены также альбомы работы Фонтена и Персье, однако не заинтересовали монарха. Монферрану же удалось получить приглашение для приезда и работы в российской столице.

### Монферран в России

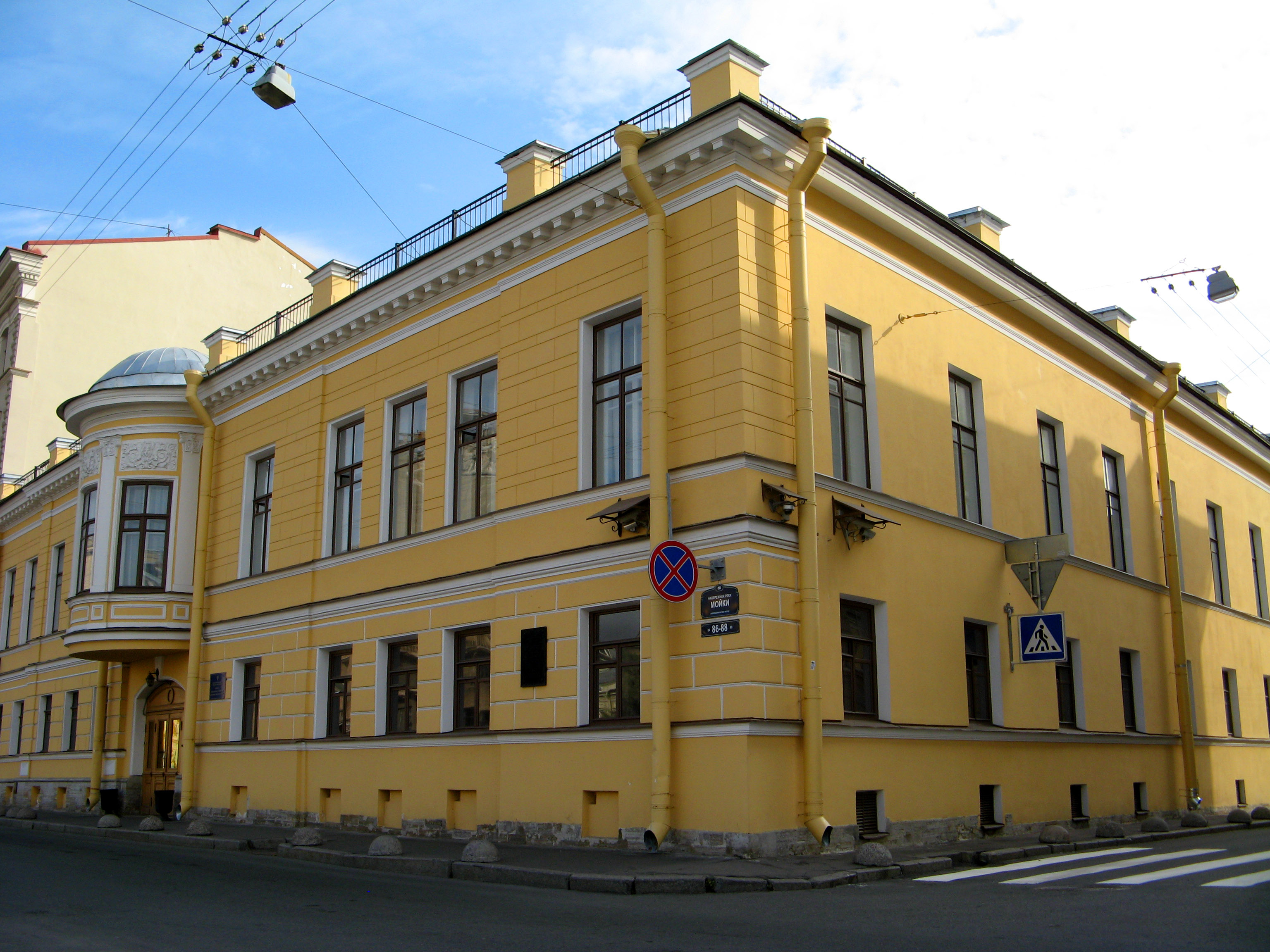
Дом Монферрана на набережной реки Мойки, 86-88, в котором О. Монферран прожил с 1834 года до кончины 28 июня 1858 года

Монферран прибыл в Петербург 16 июля 1816 года. При переезде и обустройстве ему помогали Николай Демидов, с которым он познакомился благодаря матери ещё в Париже. В Петербурге, благодаря рекомендательному письму от часового мастера Абрахама Брегге, Монферран познакомился с Августином Бетанкуром, который увидел незаурядный талант молодого француза. Когда император Александр I велел Бетанкуру подобрать архитектора для перестройки Исаакиевского собора, Бетанкур «на свой страх и риск» предложил кандидатуру Монферранапо перестройке Исаакиевского собора. Он более других понравился императору и был утверждён 20 февраля 1818 года. Строительство велось в течение 40 лет и было завершено уже во время правления Александра II.
Первой законченной постройкой Монферрана в российской столице стал Дом Лобанова-Ростовского на Адмиралтейском проспекте (позже в нём разместилось военное министерство). В начале 20-х годов XIX века Монферран построил особняк для графа Виктора Кочубея на набережной Фонтанки, 16.
Кроме постройки Исаакиевского собора, он оставил память о себе в России сооружением Александровской колонны (1829—1834) в Санкт-Петербурге и поднятием из земли на прочный фундамент Царь-Колокола в Москве в 1836 году. Последним произведением Монферрана был проект петербургского монумента императора Николая I, который, однако, он не успел достроить, и который был окончен архитектором Д. Е. Ефимовым.
Труд Монферрана был щедро вознаграждён. За строительство Исаакиевского собора он получил чин действительного статского советника, а также 40 тысяч рублей серебром и украшенную бриллиантами золотую медаль на Андреевской ленте, а за возведение Александровской колонны — орден Святого Владимира III степени и 100 тысяч рублей серебром.
Двум главным своим трудам — сооружению Исаакиевского собора и постановке Александровской колонны — Монферран посвятил трактаты: «Eglise cathédrale de Saint Isaac, description architecturale, pittoresque et historique de ce grand monument» (П. и СПб., 1845—48; с гравиров. таблицами) и «Plan et détails du monument consacré à la mémoire de l’Empereur Alexandre» (П. и СПб., 1836; с литографиями). По разным причинам они никогда полностью не издавались на русском языке. Только в 2024 году в научный оборот были введены издания  полных русских переводов трактатов. 
Огюст Монферран был одарён в различных направлениях изобразительного искусства. Художественная часть первоначального проекта Александровской колонны превосходно выполнена акварельной техникой и свидетельствует о высоком мастерстве Монферрана в этой области. Этот эскиз находится в настоящее время в библиотеке Института инженеров путей сообщения.
Скончался в 1858 году в Санкт-Петербурге «от карбункула». Сам зодчий высказывал пожелание быть похороненным в одном из подземных сводов Исаакиевского собора, строительство которого он закончил всего за месяц до своей кончины, однако император Александр II не дал на это разрешения, поскольку Монферран был католиком. В результате похоронная церемония состоялась в католической церкви Святой Екатерины Александрийской на Невском проспекте, затем траурный кортеж трижды объехал вокруг Исаакиевского собора; впоследствии останки были доставлены во Францию. Он покоится на кладбище Монмартр рядом с матерью Луизой Фистоньи и отчимом Антуаном де Коммарьё (Antoine de Commarieux).

### Семья
Первая жена — Юлия Морне (в девичестве Гокерель, Морне — фамилия по первому мужу). Брак заключён в 1811 году, окончился разводом.
Обстоятельства и дата развода точно не установлены. Возможно, супруги расстались уже после приезда в Россию, так как есть сведения, что в мае 1831 года Петербург покинула «Юлия де Монферранд, жена архитектора». С другой стороны, Ф. Ф. Вигель называет женщину, жившую с архитектором в первые годы пребывания в России «мнимой мадам Монферран» (то есть сожительницей). В метрической записи о втором браке Монферран назван холостым, а не второбрачным, как было принято в церковной документации Российской империи.
Имеется и другое свидетельство. В ходе своего знаменитого конфликта с Монферраном, архитектор А. А. Модюи в 1823 году обратился с письмом к императору Александру I. В письме упоминалось, что перед Монферраном были закрыты двери французского посольства, и это запрещение коснулось также его «достойной супруги», которая «имела дерзость навязывать свое присутствие» жене посла. Упоминание супруги Монферрана в письме к императору и то, что она была принята французским послом, свидетельствует в пользу того, что их брак был официальным.
А. В. Старчевский описывает портрет первой жены Монферрана, хранившийся в доме архитектора: «красивая, круглолицая, молодая и симпатичная француженка… видно было, что она принадлежала к хорошему обществу и была воспитана вовсе не бедными родителями».
Вторая жена — Элиза Виргиния Вероника Пик Дебоньер (1797—1868) французская актриса, в 1826—1829 годах гастролировала в Санкт-Петербурге, где познакомилась с Монферраном. Брак заключён 5 ноября старого стиля 1835 года.
Со второй женой Монферран прожил всю оставшуюся жизнь, после его смерти она возвратилась во Францию.
Пасынок — Анри, племянник второй жены Монферрана. Внебрачный сын её сестры Ирмы и русского предпринимателя Анатолия Николаевича Демидова.

## Адреса в Санкт-Петербурге
С момента начала строительства Исаакиевского собора в 1818 году Монферран переехал на служебную квартиру по адресу Малая Морская улица, дом 20.
В 1834 году Огюст Монферран выкупил дом по адресу Большая Морская 45, а в 1836 году продал его вместе с проектом перестройки владельцу соседнего дома П. Н. Демидову.
С 1834 года по 28 июня 1858 года проживал в доме по адресу Набережная реки Мойки, 86. В настоящее время дом Монферрана (Я. В. Ратькова-Рожнова) (Набережная реки Мойки, 86—88, лит. А) является объектом культурного наследия РФ.

## Работы

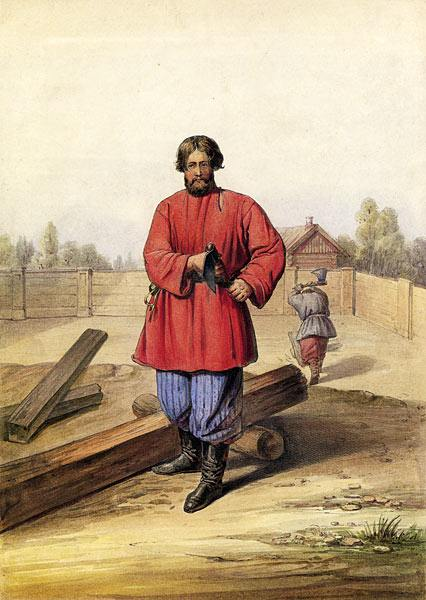
Плотник. Картина кисти Монферрана

### 1817—1822. Нижегородская ярмарка. Спасский (Староярмарочный) собор.
В 1817 генерал-лейтенант Бетанкур, который был главным строителем Нижегородской ярмарки, привлёк Огюста Монферрана к проектированию зданий ярмарки. Особое внимание в своём проекте Монферран уделил ярмарочному собору, торжественная закладка которого состоялась 20 августа 1818 года.
Так как в это время Монферран проектировал и Исаакиевский собор, силуэты этих сооружений очень похожи. Постройка новых зданий Нижегородской ярмарки завершилось к 15 июля 1822 года. До нашего времени из этих зданий сохранился только Спасский (Староярмарочный) собор.

### 1817—1820 годы. Дом Лобанова-Ростовского
Дом Лобанова-Ростовского, «Дом со львами» — памятник архитектуры высокого классицизма. Дом сооружен для князя А. Я. Лобанова-Ростовского в 1817—1820 гг. Треугольное в плане здание обращено главным фасадом к Адмиралтейскому проспекту. Треугольное в плане здание выходит фасадами на Адмиралтейский проспект, Вознесенский проспект и Исаакиевскую площадь и является важным составляющим элементом ансамбля центральных площадей. Главный фасад, выходящий на Адмиралтейский проспект украшен 8-колонным портиком, по сторонам центральной арки установлены беломраморные фигуры львов (скульп. П. Трискорни).

### 1818—1858. Собор преподобного Исаакия Далматского

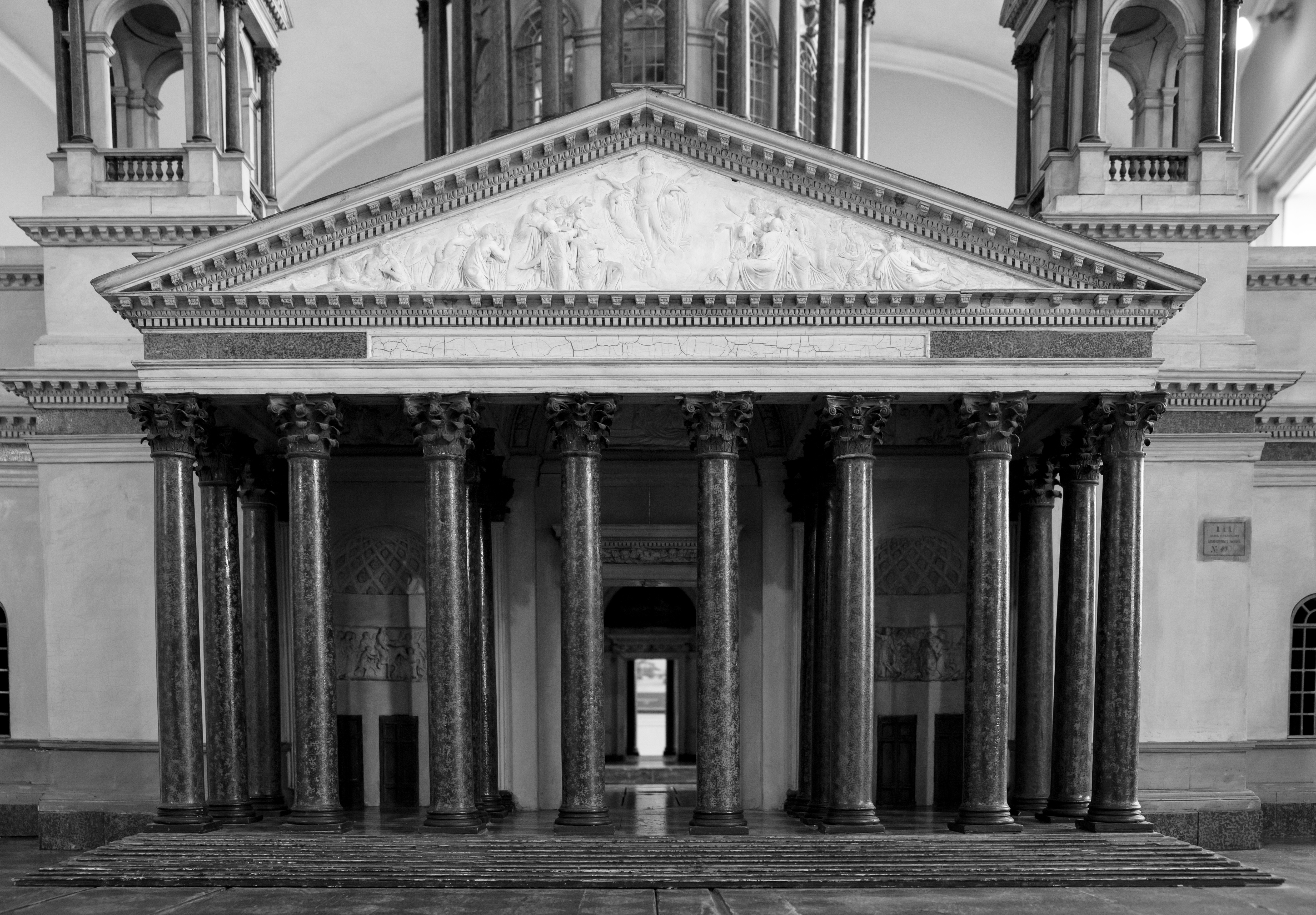
Проектная модель собора, 1818—1821 годы, мастера И. Гербер, Гроссе, Фреми, П. И. Брюлло, И. Найлон, Ла-Банк, П. В. Свинцов, В. М. Столяров по проекту Монферрана, дерево, гипс, металл, масляная краска, позолота, Санкт-Петербургская Академия Художеств

Исаакиевский собор — памятник архитектуры позднего классицизма, важнейшая градостроительная доминанта, самый большой храм Санкт-Петербурга. Высота собора 101,5 м, размеры в плане (с портиками) 111,5 × 97,6 м. Монументальное здание оформлено четырьмя 8-колонными портиками и увенчано металлическим золоченым куполом на барабане, окруженном монолитными гранитными колоннами.
Конкурс на проект нового собора был объявлен в 1809. В 1816 году, после нескольких неудачных попыток проведения конкурса, Александр I поручил заняться подготовкой проекта перестройки Исаакиевского собора председателю только что образованного «Комитета по делам строений и гидравлических работ» Августину Бетанкуру. Бетанкур предложил поручить проект молодому архитектору Огюсту Монферрану, незадолго до этого приехавшему из Франции в Россию. В 1818 году Монферран представил проект, который был утверждён императором.
После резкой критики проекта, с которой выступил один из членов «Комитета по делам строений и гидравлических работ» архитектор А. Модюи, 9 марта 1825 года императору был предоставлен исправленный проект Монферрана. Новый проект, исправленный и дополненный, был снова признан лучшим и утверждён Александром I 13 апреля 1825 года.
Строительство собора продолжалось 40 лет в 1818–1858. Торжественное освящение 30 мая (11 июня) 1858 года нового кафедрального собора совершил митрополит Новгородский, Санкт-Петербургский, Эстляндский и Финляндский Григорий.

### 1828—1834 годы. Александровская колонна
Идея строительства Александровской колонны исходила от автора контуров Дворцовой площади и здания Главного штаба Карла Росси. Огюст Монферран разработал проект в рамках предложенных ограничений, но он не был принят императором. Архитектор пытался апеллировать к Николаю I, посвятив ему своё сочинение «Plans et details du monument consacrè à la mémoire de l’Empereur Alexandre».
Проект отстоять не удалось, и был разработан другой вариант. С ним не возникло трудностей, и новый проект был высочайше утверждён в 1829 году. Колонну построили к 1834 году. Над украшением пьедестала работал большой авторский коллектив: эскизные рисунки выполнил Монферран, по ним на картоне художники Дж. Б. Скотти, В. Соловьёв, Тверской, Ф. Брюлло, Марков писали барельефы в натуральную величину. Скульпторы Пётр Свинцов и Иван Леппе лепили барельефы для отливки. Модели двуглавых орлов изготовил скульптор Леппе, модели базы, гирлянд и других украшений — лепщик-орнаменталист Евгений Балин.
Барельефы на пьедестале колонны в аллегорической форме прославляют победу русского оружия и символизируют отвагу российской армии; отливка была выполнена на заводе Чарльза Берда. Монолит розового гранита был изготовлен под руководством мастеров Колодкина и Яковлева по методу Самсона Суханова в Пютерлакской каменоломне под Выборгом в 1830—1832 годах. С большими сложностями колонна была перевезена в 1832 году на специально сконструированной для этой цели барже в Санкт-Петербург и поднята 30 августа при помощи подъёмной системы, созданной на базе разработок Августина Бетанкура.
Памятник венчает фигура ангела работы Бориса Орловского.
Позже (в 1876 году) архитектор Карл Рахау добавил декоративные фонари у колонны.

### Другие работы
- Особняк княгини В. Ф. Гагариной, Большая Морская ул., 45[31].
- Дом Демидова, Большая Морская ул., 43. В 1836 году О. Монферран разработал проект перестройки дома для заводчика-миллионера П. Н. Демидова[32].
- Проект реконструкции Екатерингофского парка (1823). В живописных уголках сада по проекту Монферрана построены новые сооружения: Ферма, Вокзал, Львиный павильон (не сохранились)[33].
- Молвинская колонна, Екатерингофский парк, Лифляндская ул., 12х. Шестиметровая колонна из красного гранита установлена рядом с Молвинским мостом у входа в Екатерингофский парк. Надпись на колонне гласит: «Молвинская колонна. Получила свое название по имени сахарозаводчика Я. Н. Мольво (Молво). Послужила прототипом Александровской колонны. Установлена а 1824 г. Архитектор О. Монферран[34].»
- Конный памятник Николаю I, созданный в 1856—1859 гг (Скульпторы П. К. Клодт, Р. К. Залеман, Н. А. Рамазанов). Проект Монферрана утвержден в мае 1856 г., через месяц определено место установки памятника: напротив Мариинского дворца, лицом к Исаакиевскому собору[35].
- Певческий мост — первый деревянный балочный мост на этом месте был возведён в 1834 году по проекту архитектора О. Монферрана и предназначался для прохода на Дворцовую площадь войск, участвовавших в параде при открытии Александровской колонны.

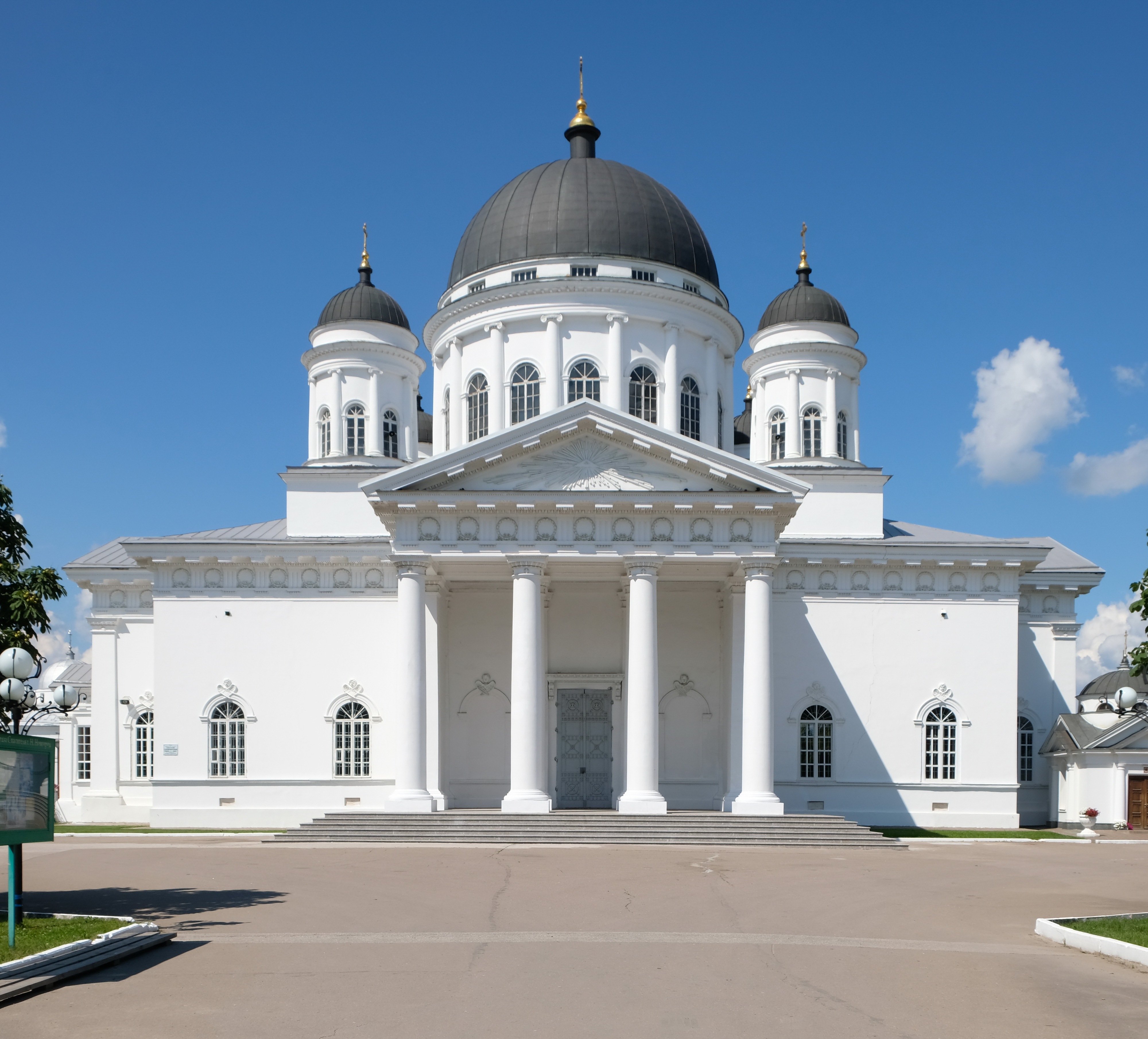
Собор Всемилостивого Спаса и Происхождения честных древ Животворящего Креста Господня в Нижнем Новгороде
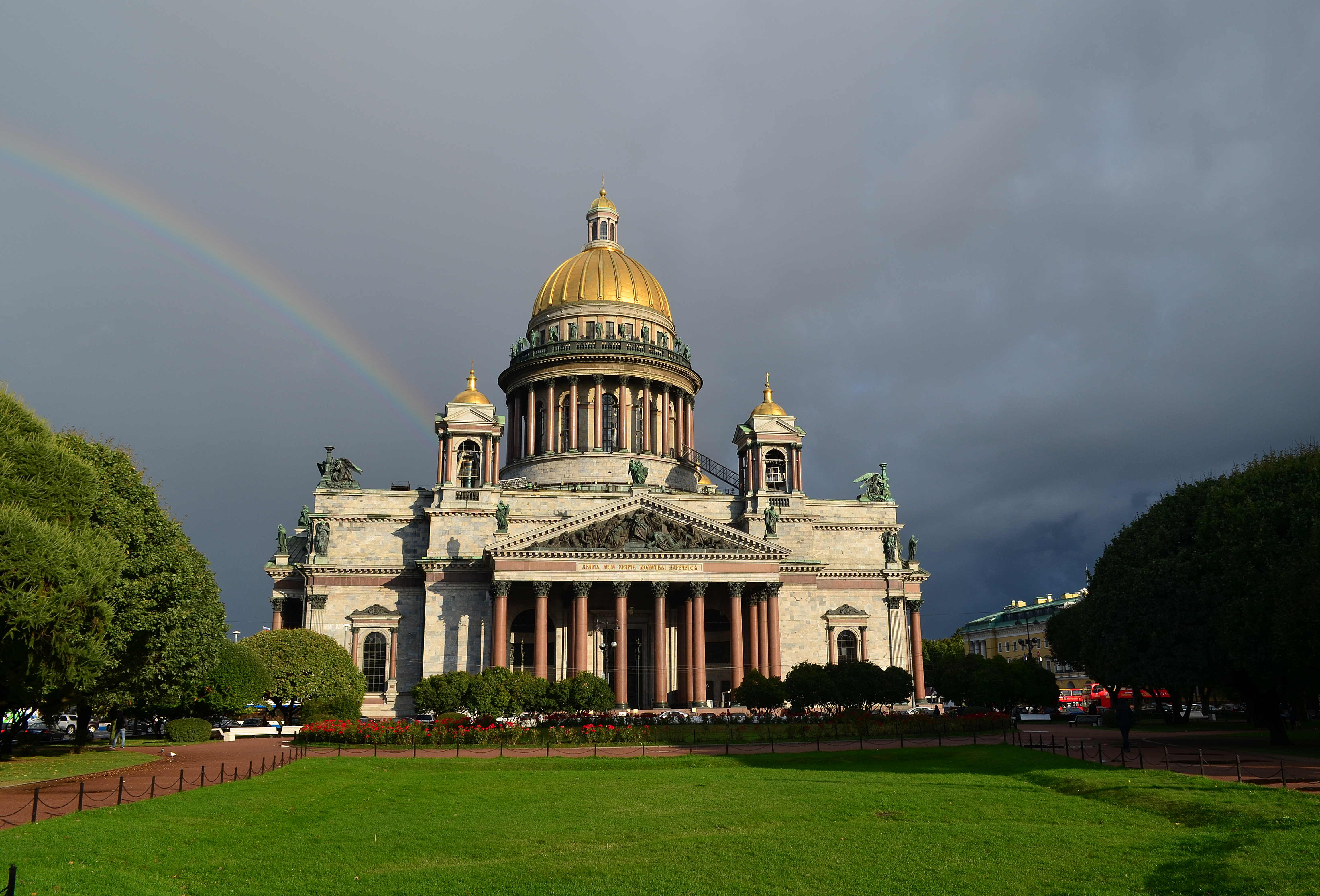
Исаакиевский собор в Санкт-Петербурге.
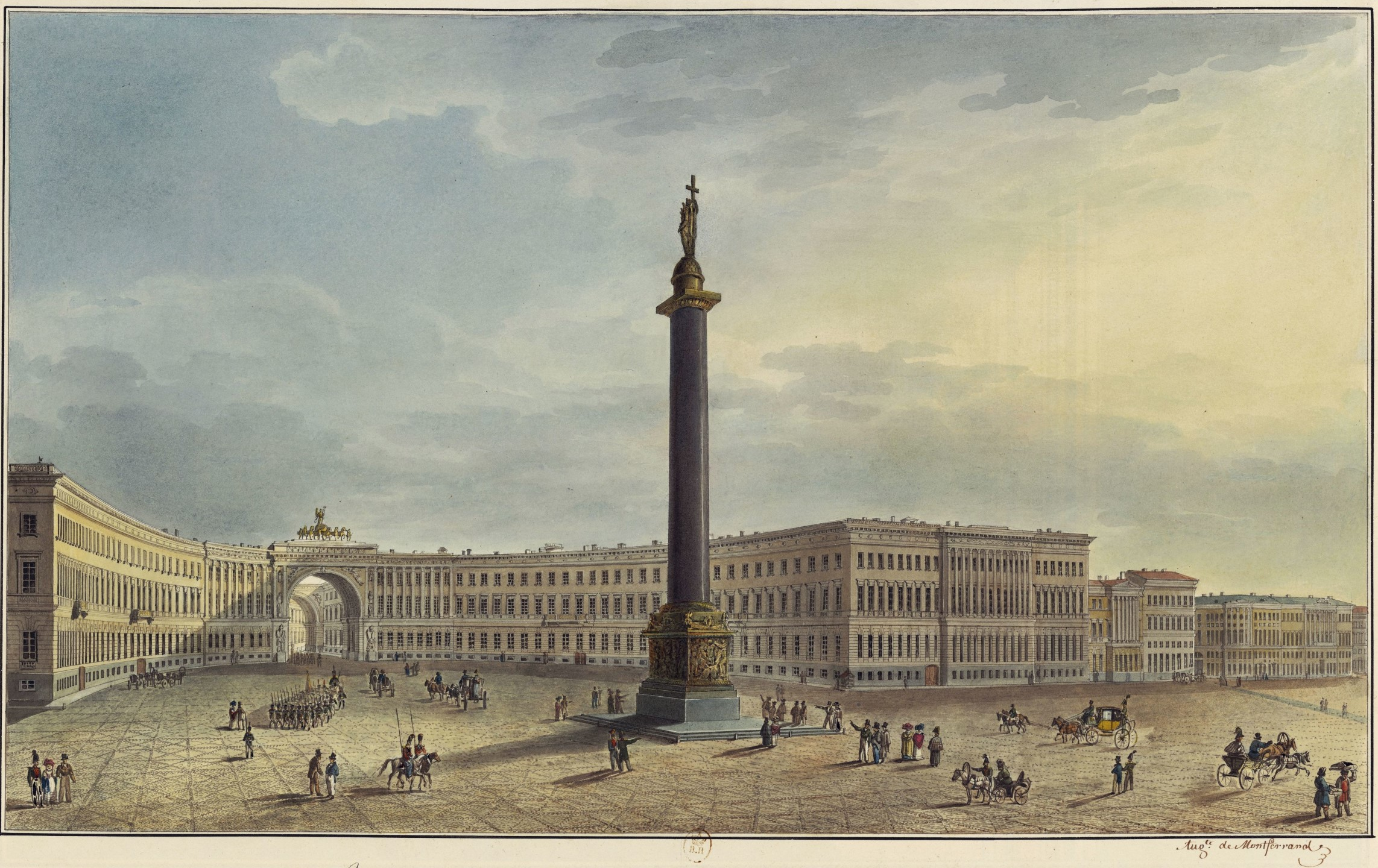
Александровская колонна на рисунке Монферрана (до окончания работ), 1829-1830 гг.
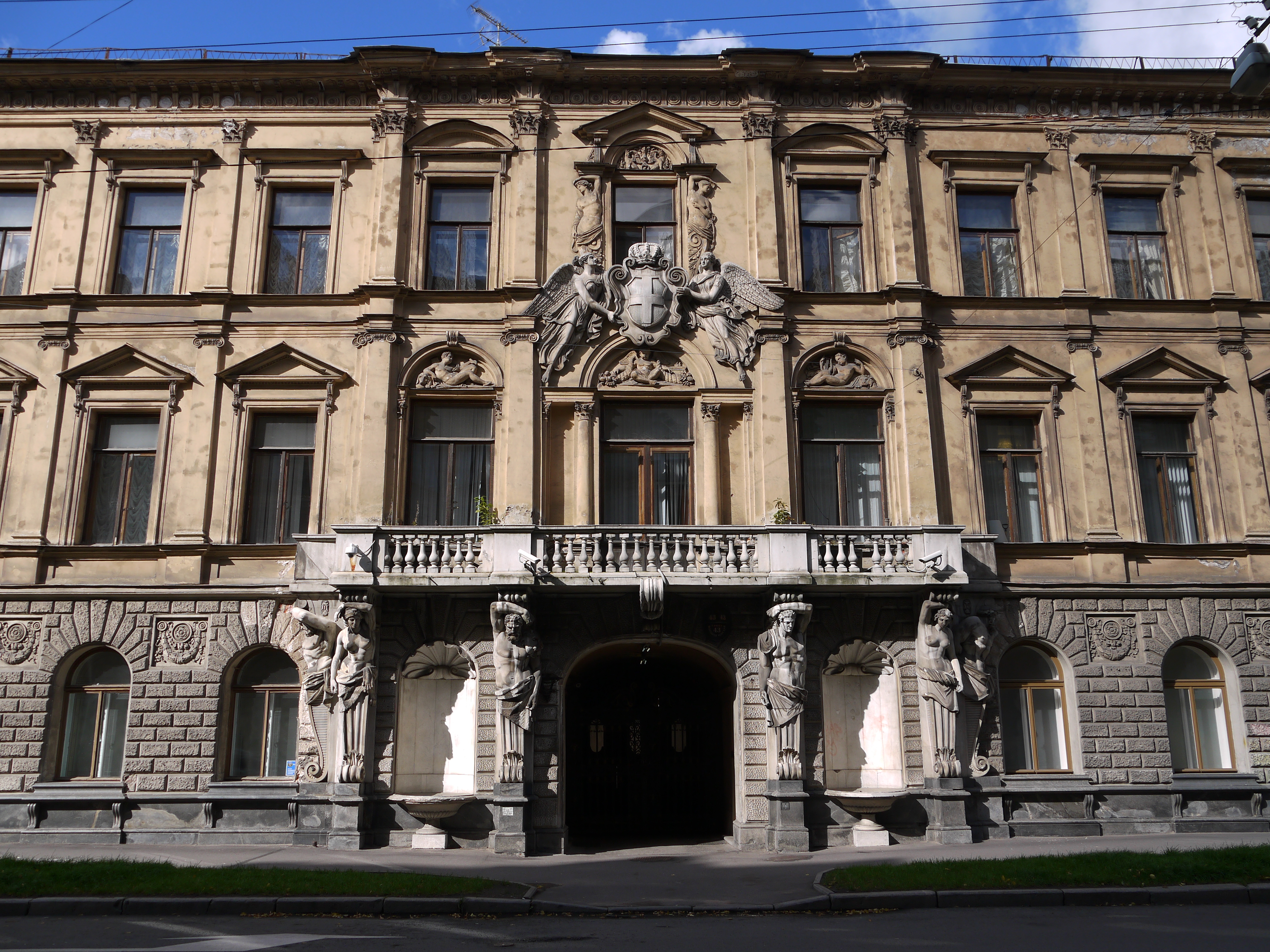
Дом Демидова, Большая Морская ул., 43
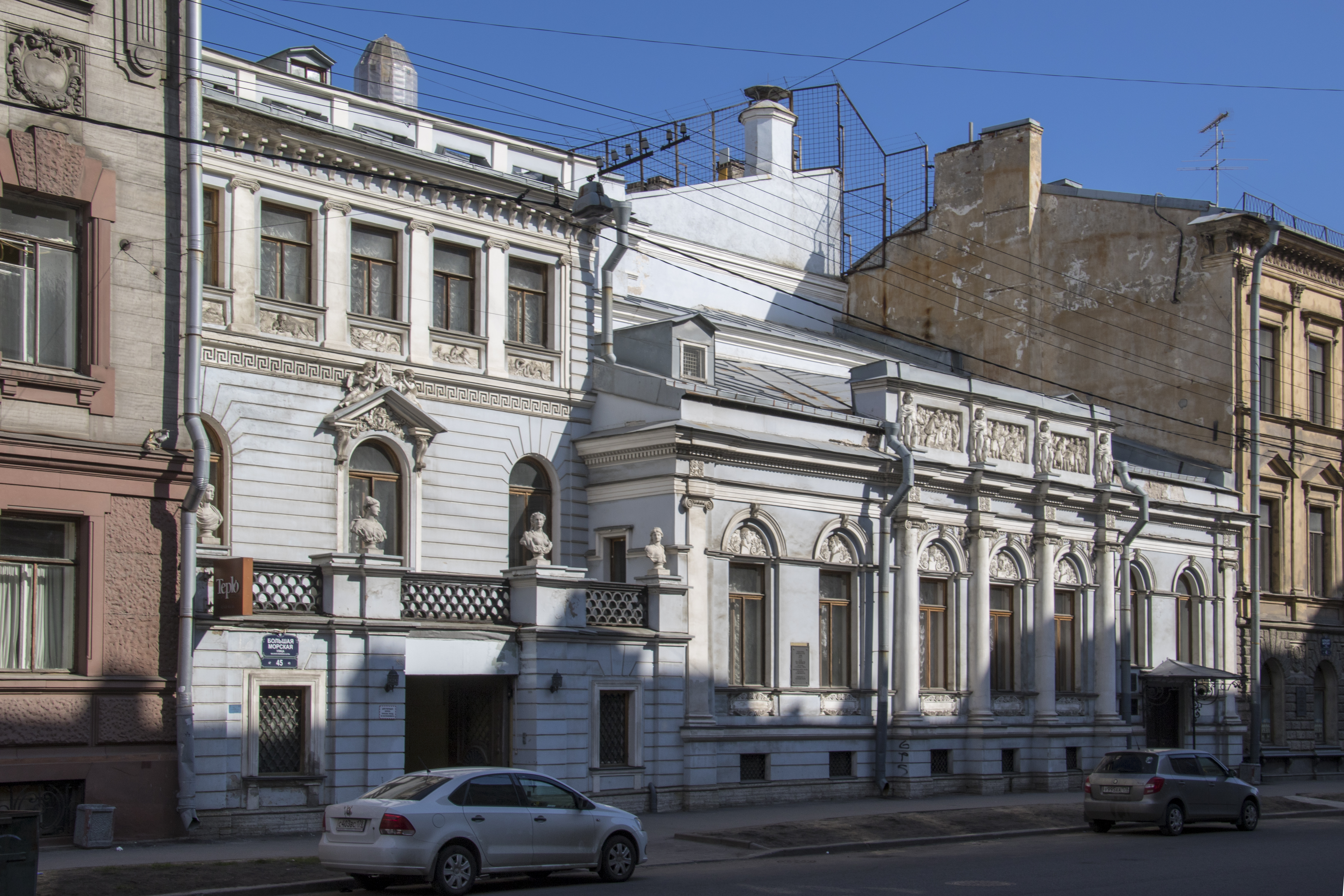
Особняк княгини В. Ф. Гагариной, Большая Морская ул., 45
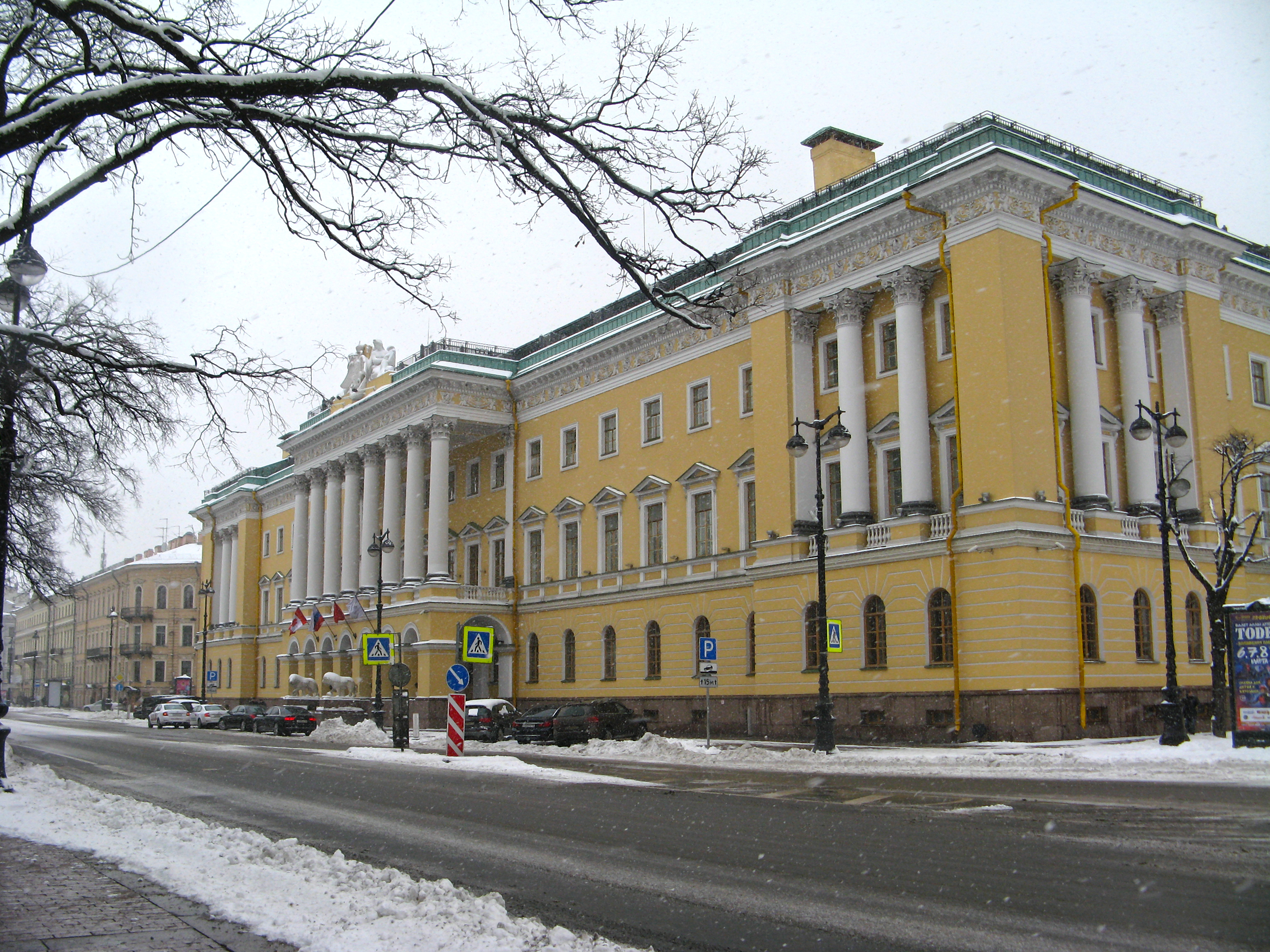
Дом Лобанова-Ростовского, Адмиралтейский пр., 12
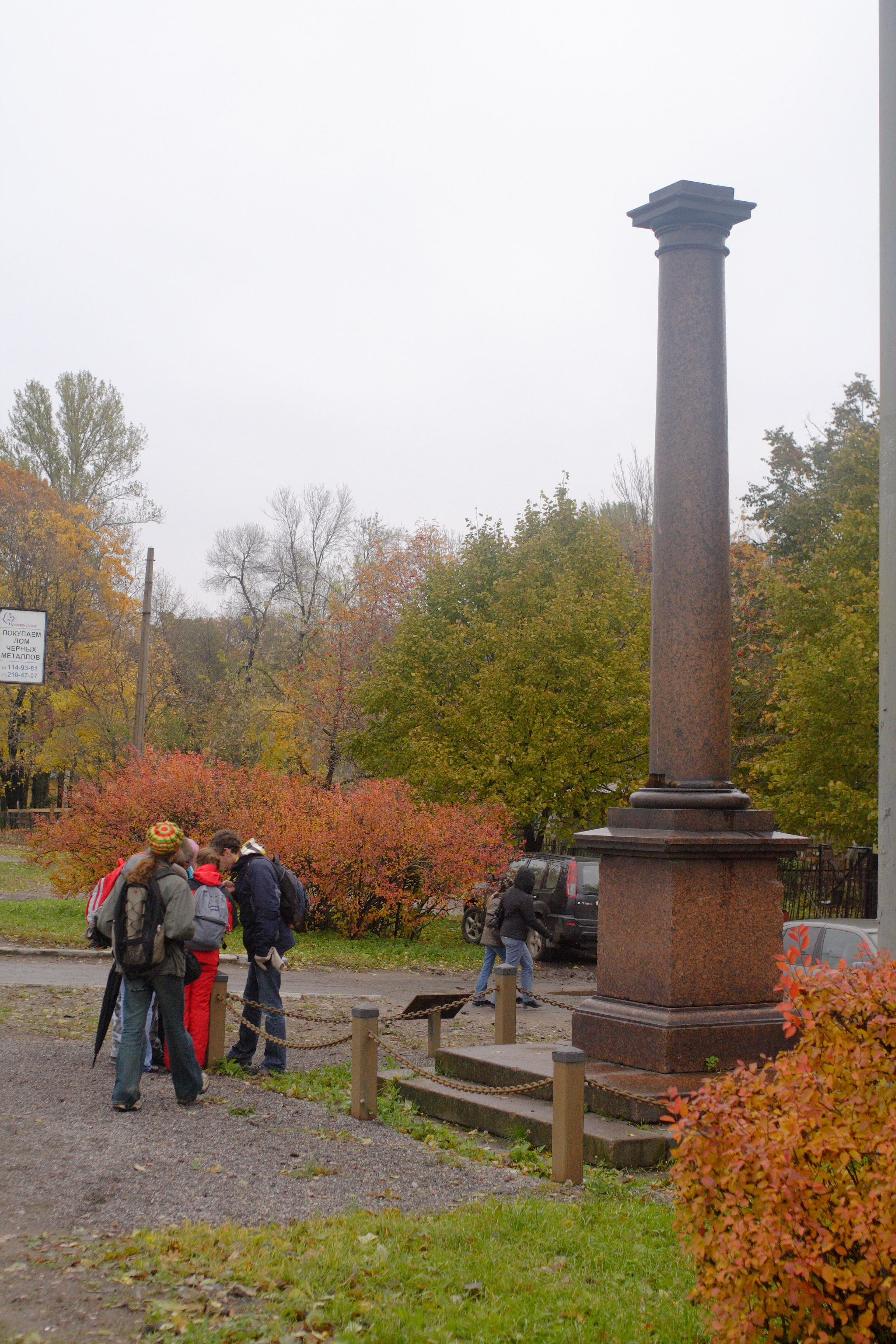
Молвинская колонна была установлена в 1824 году Монферраном как модель Александровской колонны в порядке эксперимента.
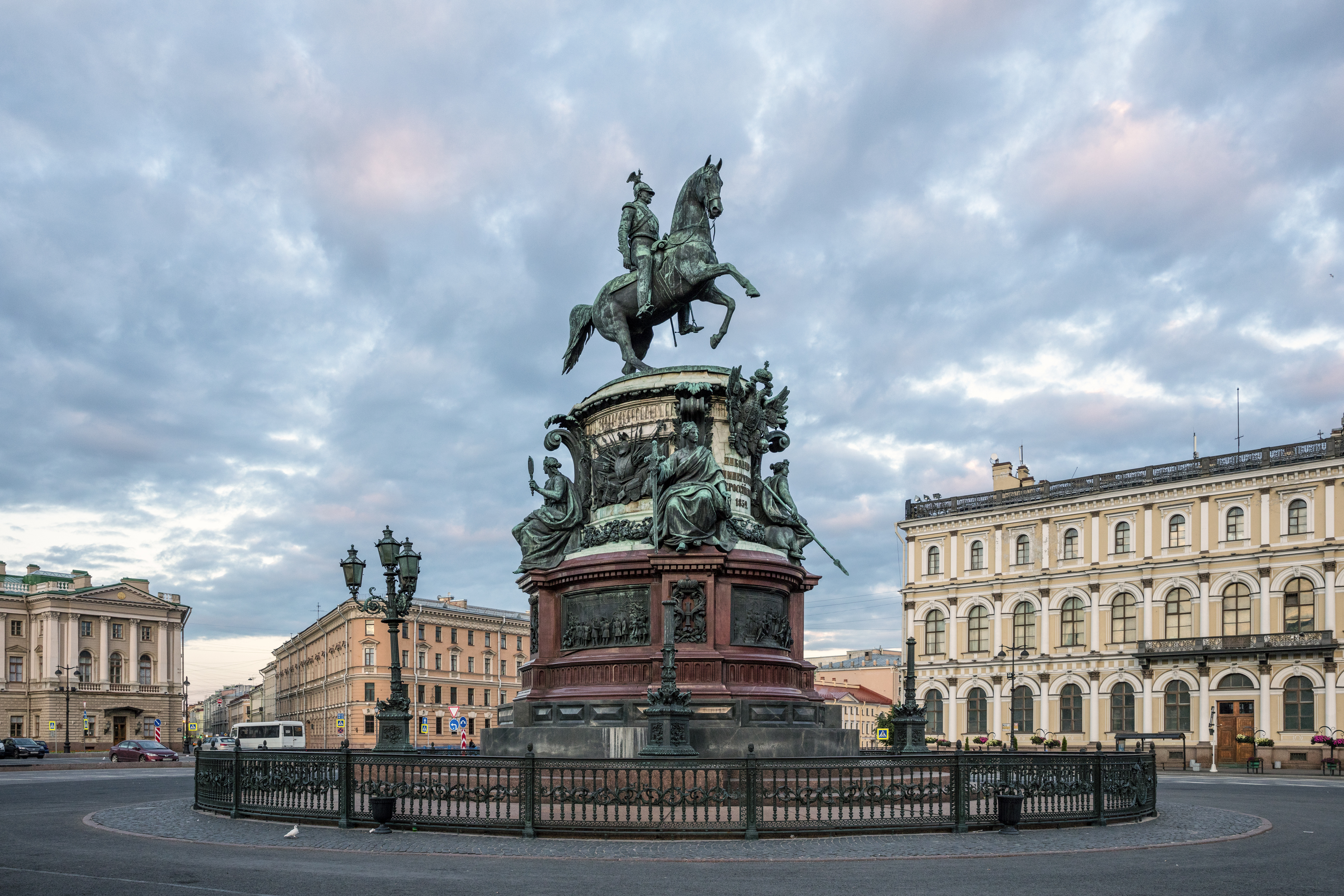
Конный памятник Николаю I, 1856—1859 гг

## Награды
- Орден Почётного легиона, кавалер (Франция, 1813)
- Орден Святого Владимира 4-й степени (Россия, 1826)
- Орден Святой Анны 2-й степени с бриллиантами (Россия, 1828)
- Орден Святого Владимира 3-й степени (Россия, 1834)
- Орден Красного орла 3-й степени (Пруссия, 1840)
- Большая золотая медаль папы римского (Святой престол, 1840)
- Орден Почётного легиона, офицер (Франция, 1841)
- Орден Красного орла 2-й степени (Пруссия, 1850)
- Орден Вазы (Швеция, 1850)
- Орден Святого Гроба Господнего Иерусалимского (Святой престол, 1852)
- Золотая с бриллиантами медаль на андреевской ленте (Россия, 1858)

## Память

### Памятники
- Скульптурное изображение О. Монферрана с моделью собора в руках, в левом нижнем углу рельефа фронтона западного портика Исаакиевского собора (И. Витали, 1850-е)
- Бюст О. Монферрана в Исаакиевском соборе, созданный из облицовочных камней, использовавшихся при строительстве Исаакиевского собора (А. Фолетти, 1850-е).
- Скульптура Монферрана включена в скульптурную группу «Зодчие Санкт-Петербурга» в числе восьми знаковых для Санкт-Петербурга архитекторов (скульпт. А. Таратынов), установленную в 2011 году в Александровском парке Санкт-Петербурга.
- 25 октября 2018 года в Париже, на кладбище Монмартр, у подножия надгробия матери Монферрана, Марии Фистиони (Монферран), установлена памятная плита из рускеальского мрамора с надписью в честь Огюста Рикара Монферрана[36]

### В топонимике
- В честь О. Монферрана названо озеро в районе Рускеальских мраморных каменоломен, на которых добывался мрамор для строительства Исаакиевского собора (Монферран лично приезжал на каменоломни выбирать подходящую породу).

### Мероприятия посвященные 200-летию со дня рождения Монферрана, 1986 году
- Юбилейная выставка, организованная НИМАХ в связи с 200-летием со дня рождения Монферрана.
- Опубликован каталог выставки: Огюст Монферран : К 200-летию со дня рождения : Кат. выст. : (Из фондов Эрмитажа)
- Каталог юбилейной выставки произведений. Шуйский В. К. Огюст Монферран. 1786—1858. Кат. юбил. выст. произведений. Л.: Искусство, 1986. 58 с.
- В 1986 году, к 200 летию со дня рождения Монферрана, была выпущена почтовая карточка СССР.
- Была выпущена серия спичечных этикеток. 200 лет со дня рождения О.Монферрана

### В нумизматике
- 5 сентября 2014 года была выпущена памятная монета Банка России «Исаакиевский собор (Огюст Монферран)» серии «Архитектурные шедевры России» из драгоценных металлов, номиналом 25 рублей[37].
- В 2017 году СПб МД выпустил сувенирный жетон (монету) Монферран. Исаакиевский собор. Биметалл. На аверсе жетона бюст Огюста Монферрана, на реверсе — Исаакиевский собор.

### Трактаты Огюста Монферрана и их переводы на русский язык
- Plans et détails du monument consacré a la mémoire de l’Empereur Alexandre: Ouvrage… A. Ricard de Montferrand…: [Album] (фр.). — Paris: Thierry Fr., 1836.
- Eglise cathedrale de Saint-Isaac. Description architecturale, pittoresque et historique de ce monument (фр.). — St. Petersburg: F. Bellizard & Co., 1845.
- Планы и детали памятника, посвященного памяти императора Александра / Перевод с французского под ред. А.В.Радзюкевича. — Издательская платформа Ридеро, 2024. — 112 с.
- Соборная церковь Святого Исаакия. Архитектурный, художественный и исторический трактат / Перевод с французского под ред. А.В.Радзюкевича. — Издательская платформа Ридеро, 2024. — 168 с.

### Монографии посвященные жизни и творчеству Монферрана
- 1865. Серафимов В. И., Фомин М. И. Описание Исаакиевского собора в С.-Петербурге, составленное по официальным документам. СПб.
- 1917. Яблонский А. М. Исаакиевский кафедральный собор. Петроград.
- 1939. Никитин Н. П. Огюст Монферран. Проектирование и строительство Исаакиевского собора и Александровской колонны.
- 1962. Ротач А. Л. Исаакиевский собор — выдающийся памятник русской архитектуры. Под ред. В. И. Пилявского.
- 1964. Колотов М. Г. Исаакиевский собор.
- 1979. Ротач А. Л., Чеканова О. А. Монферран.
- 1986. Петрова Т. А. Огюст Монферран: К 200-летию со дня рождения. Кат. выст.: (Из фондов Эрмитажа). Ленинград.
- 1986. Шуйский В. К. Огюст Монферран. 1786—1858. Кат. юбил. выст. произведений. Ленинград.
- 1894. Преображенский П. Исаакиевский собор. История постройки храма, его святилища и худ. достопримечательности. Спб.-М.
- 1994. Чеканова О.А. О. Монферран.
- 2005. Шуйский В.К. О. де Монферран. История жизни и творчества.

### В художественной литературе
- Измайлова И. А. «Собор. Роман с архитектурой». Москва : Вече, cop. 2019. — 621 с.
- Аронов А. Я. «Исаакиевская повесть». Поэма. 1980. Избранное: сборник стихотворений. Москва, 2014

### Фильмы о творчестве Монферрана
- Архитектор Огюст Монферран Исаакиевский собор. Документальный фильм. Режиссёр: Татьяна Малышева. ГТРК «Санкт-Петербург». 2005 (Полная версия фильма Архитектор Огюст Монферран Исаакиевский собор.  на YouTube)
- Документальный сериал «Красуйся град Петров!». Серия 1/6. Зодчий Огюст Монферран. Режиссёр: Михаил Трофимов. Производство: ГТРК «Санкт-Петербург». 2011 г.(Полная версия фильма Зодчий Огюст Монферран  на YouTube)
- Колонна для Императора. Документальный фильм. Режиссёр: Иоина Бахтина. ВТРК 2020 (Полная версия фильма Колонна для Императора  на YouTube)
- Документальный сериал. Невский ковчег. Теория невозможного. Огюст Монферран. Режиссёр: Татьяна Малышева. ГТРК «Санкт-Петербург». 2021(Полная версия фильма Огюст Монферран  на YouTube)

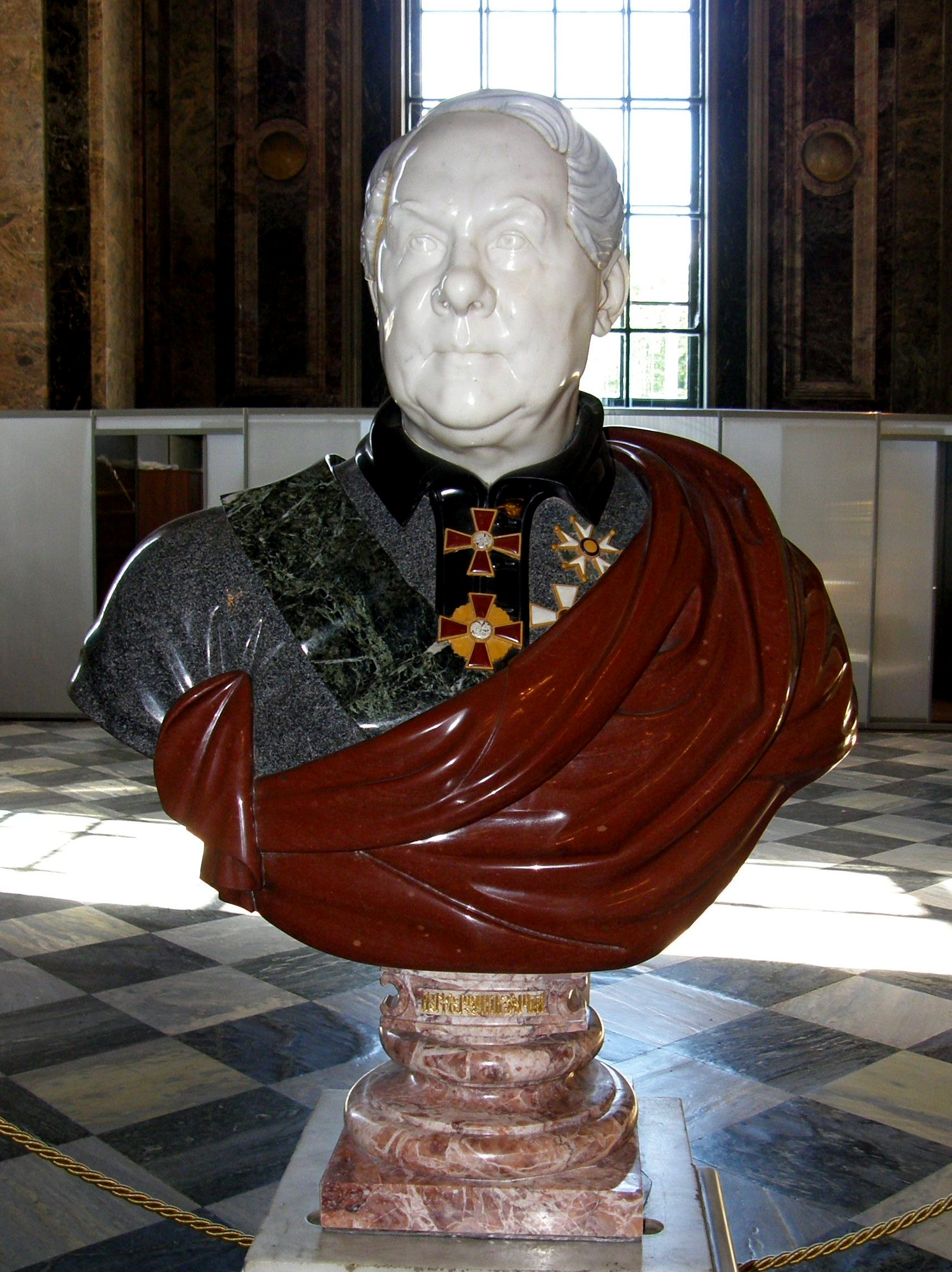
Бюст О. Монферрана в Исаакиевском соборе, созданный из облицовочных камней, использовавшихся при строительстве собора. Скульптор Антон Егорович Фолетти.
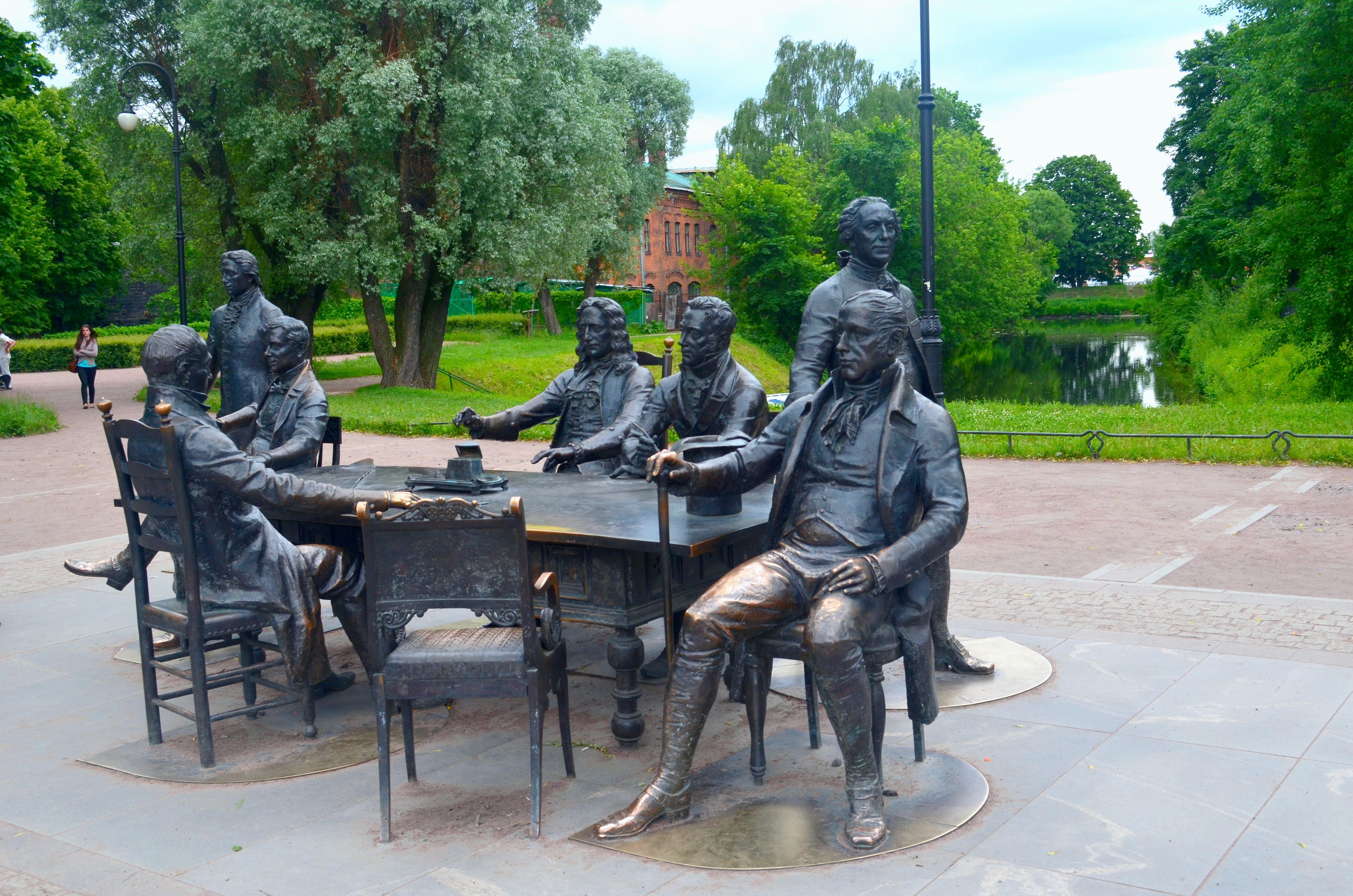
Монферран среди петербургских архитекторов. Cкульптурная группа «Зодчие Санкт-Петербурга» в Александровском парке Санкт-Петербурга
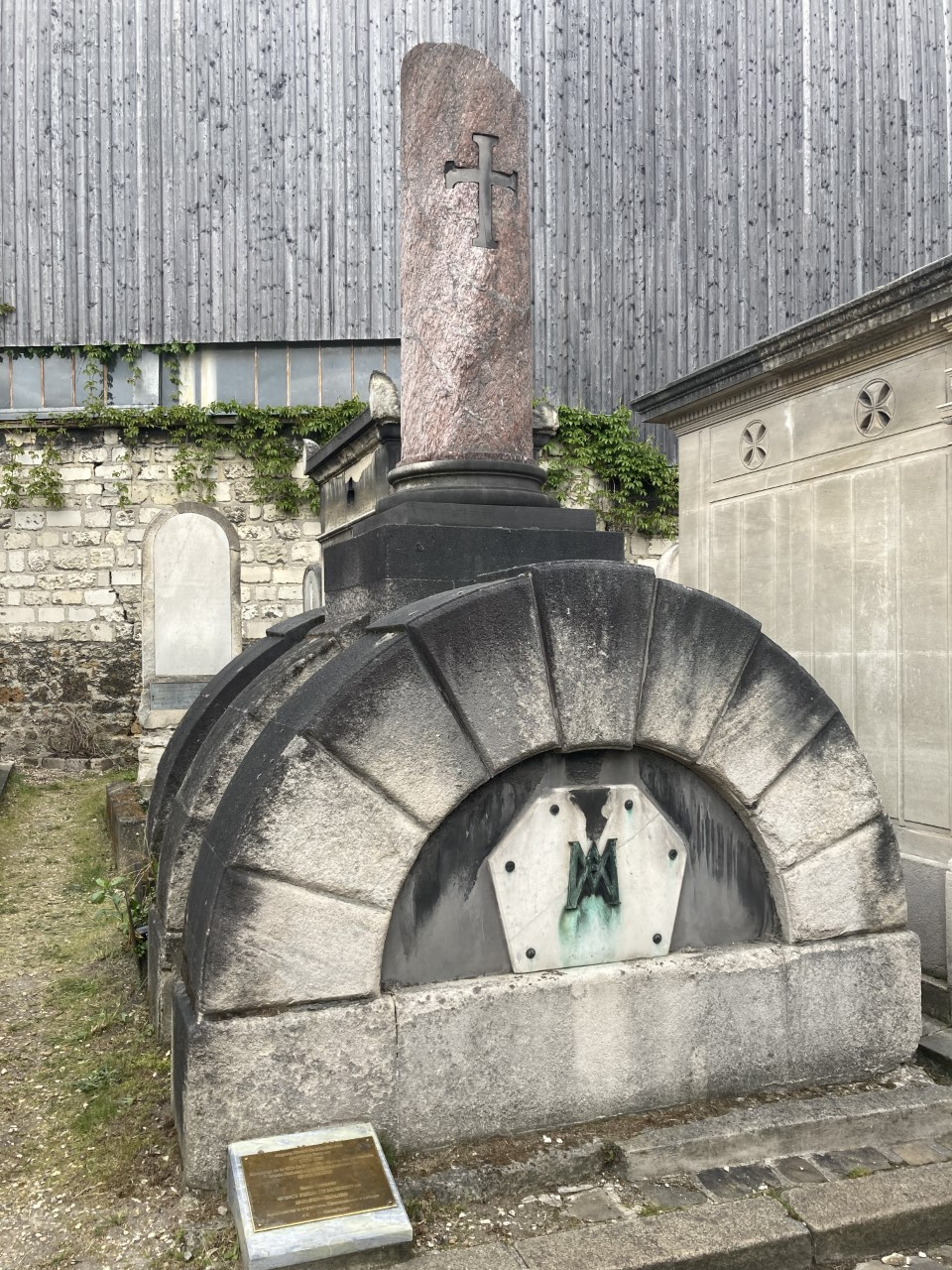
Кладбище Монмартр. Могила матери Монферрана, Марии Фистиони (Монферран), с установленной в 1986 году памятной плитой в честь О. Монферрана
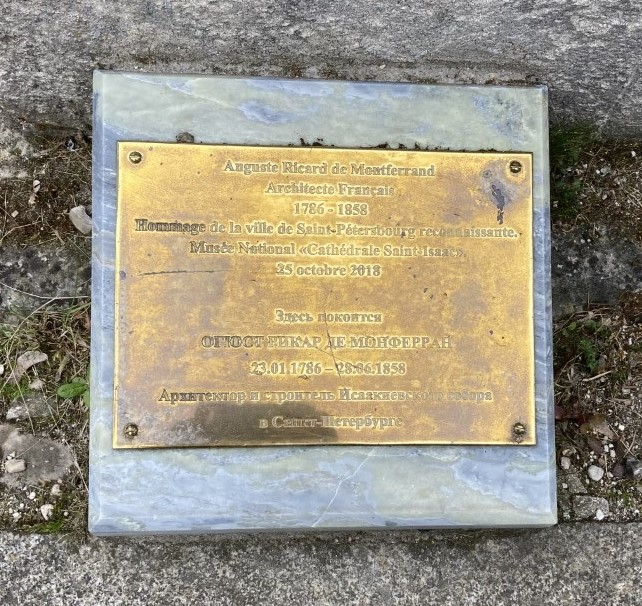
Кладбище Монмартр. памятная плита с надписью "Здесь покоится Огюст Рикар де Монферран (21.01.1786- 28.06.1858) архитектор и строитель Исаакиевского собора в Санкт-Петербурге"
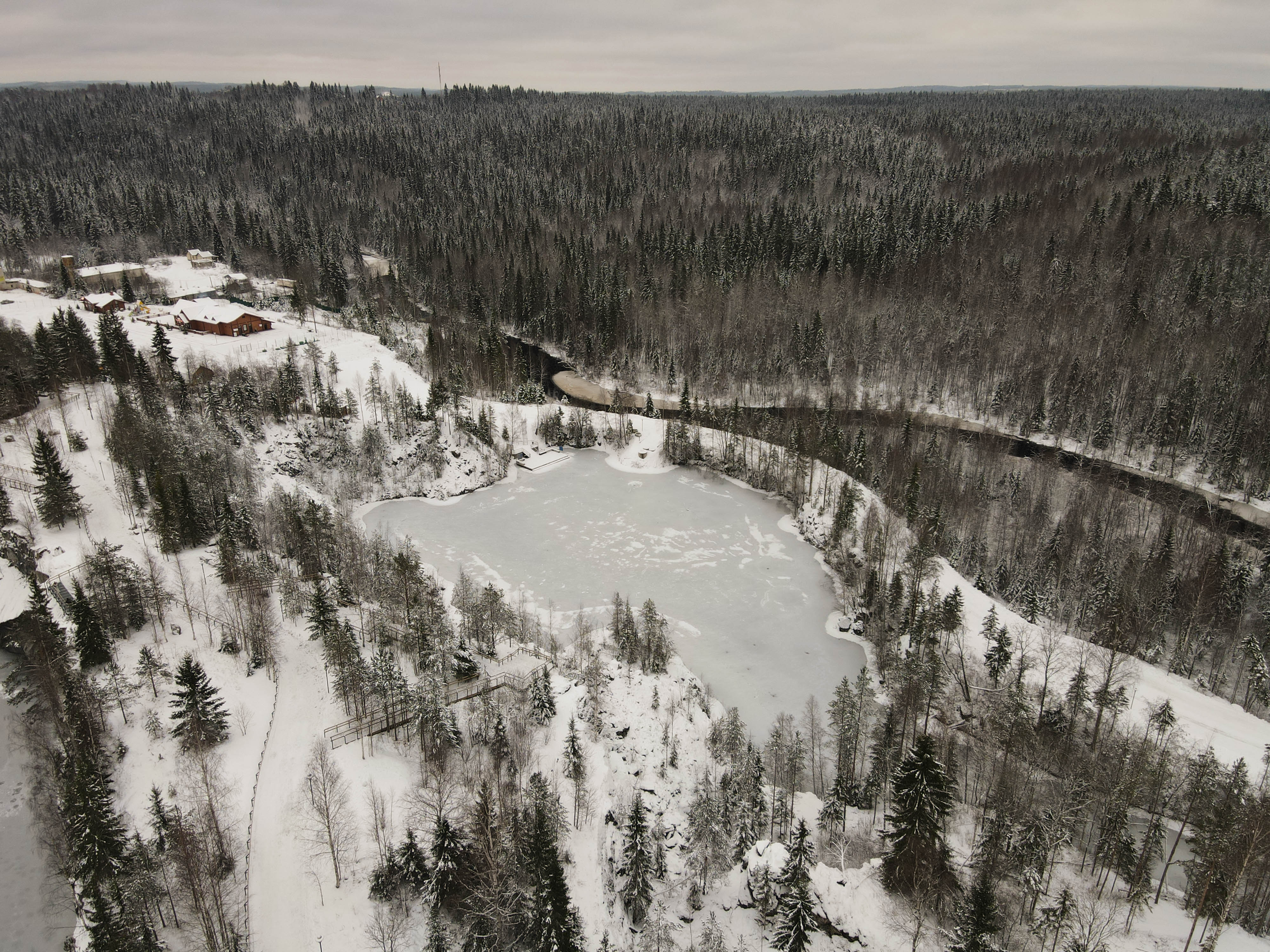
Монферраново озеро. Горный парк Рускеала, Карелия, Россия.
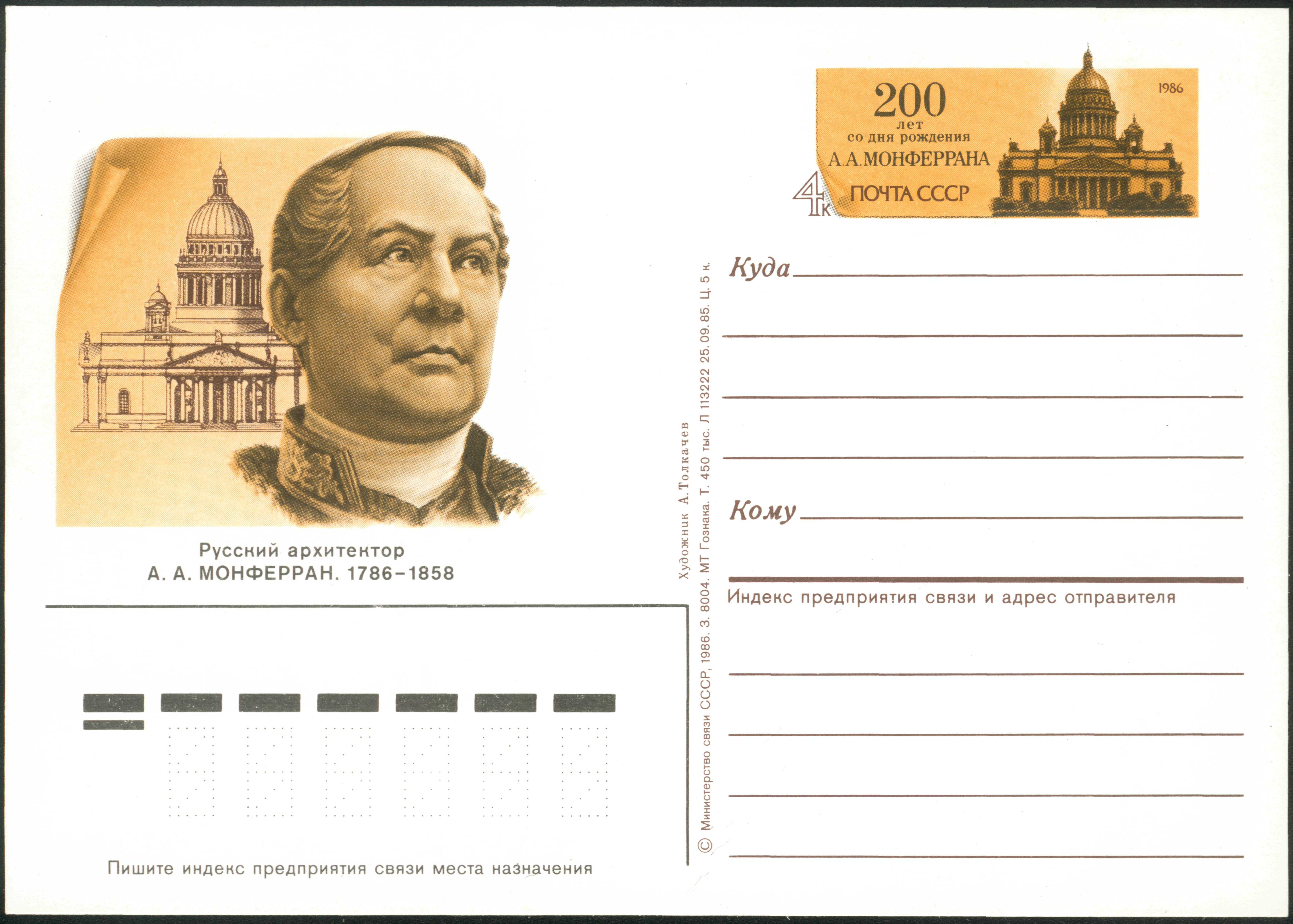
Почтовая карточка СССР (1986)
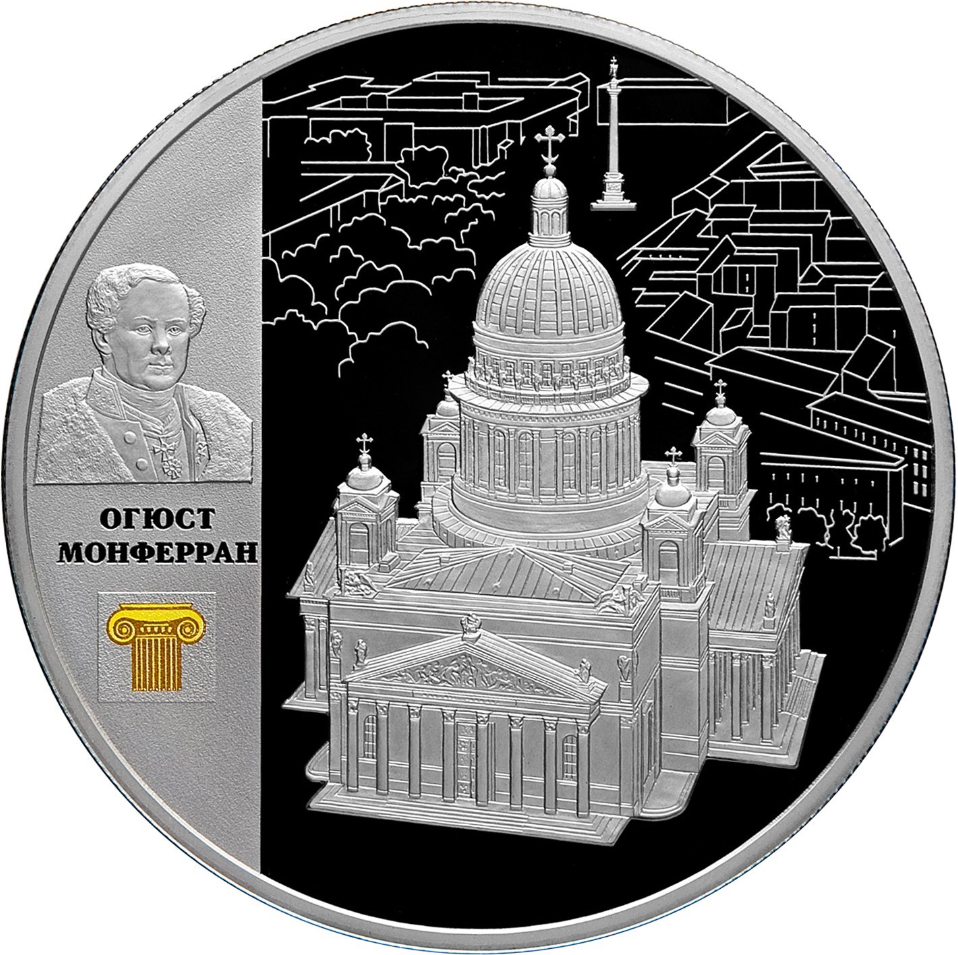
Памятная монета Банка России (2014)